# 高知県知事賞
高知県知事賞（こうちけんちじしょう）は高知県競馬組合が高知競馬場ダート2400メートルで施行する競馬の重賞競走である。正式名称は「GRAND PRIX 高知県知事賞」。
副賞は、高知県知事賞、高知県馬主協会会長賞。

## 概要
同競馬場で行われる重賞競走では、グランプリレースとして最も格の高い競走とされ、最長距離の競走でもある。ダートグレード競走である黒船賞を除くと最高金額の賞金となっている。以前は年始に行われていたが、1999年（第30回）より大晦日に行われている。
2008年から2011年までは近畿・中国・四国交流、2012年は中国・四国交流として行われ、2025年からは近畿・四国・九州交流競走として実施する予定。

### 条件・賞金（2024年）
出走条件
サラブレッド系3歳以上、高知所属。
- 高知優駿優勝馬と黒潮菊花賞優勝馬、珊瑚冠賞で上位3着までに入った馬に優先出走権がある。

負担重量
定量、3歳56kg、4歳以上57kg、牝馬2kg減
賞金額
1着2000万円、2着700万円、3着400万円、4着300万円、5着200万円、6着以下50万円。

## 歴史
- 1969年 - 12月下旬に組合記念として創設。この年のみ2410mにて施行。以降は2200m。
- 1971年 - 組合設立記念として開催。この年のみ1月上旬開催。
- 1979年 - レース名を南国特別に改称。
- 1984年 - レース名を新春杯に改称し、1月開催に移行。
- 1986年
  - 前年4月に移転された新競馬場にて開催。
  - 距離を2200mから2400mに延長。
- 1999年
  - 第29回開催より現在の名称である高知県知事賞に改称。
  - 第29回開催で、鷹野宏史が騎手として史上初の3連覇。
  - 第30回開催より毎年12月31日に施行するようになる。
- 2003年
  - 西川敏弘が騎手として史上2人目となる3連覇。
  - 大関吉明が調教師として史上初の3連覇。

### 歴代優勝馬 （1994年以降）
| 回数   | 施行日         | 優勝馬             | 性齢 | 所属 | タイム  | 優勝騎手 | 管理調教師 | 1着賞金  |
| ------ | -------------- | ------------------ | ---- | ---- | ------- | -------- | ---------- | -------- |
| 第24回 | 1994年1月16日  | シクレノンブルース | 牡9  | 高知 | 2:45.6  | 田中守   | 門行儀     | 1000万円 |
| 第25回 | 1995年1月8日   | ライトオレオール   | 牡9  | 高知 | 2:43.4  | 西内忍   | 平和人     | 1200万円 |
| 第26回 | 1996年1月7日   | ミョウエイアリー   | 牝9  | 高知 | 2:47.2  | 花本正三 | 細川忠義   | 800万円  |
| 第27回 | 1997年1月3日   | パープルマジック   | 牡8  | 高知 | 2:45.8  | 鷹野宏史 | 濱田隆憲   | 800万円  |
| 第28回 | 1998年1月4日   | マルカイッキュウ   | 牡8  | 高知 | R2:36.9 | 鷹野宏史 | 松岡利男   | 1000万円 |
| 第29回 | 1999年1月3日   | マルカイッキュウ   | 牡9  | 高知 | 2:41.4  | 鷹野宏史 | 松岡利男   | 1000万円 |
| 第30回 | 1999年12月31日 | ウォーターダグ     | 牡5  | 高知 | 2:42.6  | 西川敏弘 | 大関吉明   | 500万円  |
| 第31回 | 2000年12月31日 | ダイタクカミカゼ   | 牡8  | 高知 | 2:43.7  | 鷹野宏史 | 松岡利男   | 500万円  |
| 第32回 | 2001年12月31日 | ウォーターダグ     | 牡6  | 高知 | 2:45.5  | 西川敏弘 | 大関吉明   | 500万円  |
| 第33回 | 2002年12月31日 | ウォーターダグ     | 牡7  | 高知 | 2:45.1  | 西川敏弘 | 大関吉明   | 250万円  |
| 第34回 | 2003年12月31日 | カコイサンデー     | 牡9  | 高知 | 2:48:2  | 西川敏弘 | 大関吉明   | 175万円  |
| 第35回 | 2004年12月31日 | イブキライズアップ | 牡6  | 高知 | 2:45:3  | 花本正三 | 宮路洋一   | 175万円  |
| 第36回 | 2005年12月31日 | シルバークロス     | 牡3  | 高知 | 2:48:7  | 中西達也 | 松木啓助   | 150万円  |
| 第37回 | 2006年12月31日 | サンエムウルフ     | 牡6  | 高知 | 2:48.5  | 倉兼育康 | 別府真司   | 135万円  |
| 第38回 | 2007年12月31日 | スペシャリスト     | 牡5  | 高知 | 2:47.5  | 赤岡修次 | 田中守     | 135万円  |
| 第39回 | 2008年12月31日 | トサローラン       | 牡6  | 高知 | 2:51.2  | 中西達也 | 松木啓助   | 135万円  |
| 第40回 | 2009年12月31日 | ゴッドセンド       | 牡7  | 高知 | 2:48.9  | 中西達也 | 炭田健二   | 135万円  |
| 第41回 | 2010年12月31日 | フサイチバルドル   | 騸9  | 高知 | 2:48.8  | 赤岡修次 | 田中守     | 135万円  |
| 第42回 | 2011年12月31日 | キングサラディン   | 牡6  | 高知 | 2:52.6  | 岡田祥嗣 | 雑賀正光   | 135万円  |
| 第43回 | 2012年12月31日 | グランシュヴァリエ | 牡7  | 高知 | 2:43.3  | 永森大智 | 雑賀正光   | 135万円  |
| 第44回 | 2013年12月31日 | グランシュヴァリエ | 牡8  | 高知 | 2:42.2  | 永森大智 | 雑賀正光   | 150万円  |
| 第45回 | 2014年12月31日 | リワードレブロン   | 牡6  | 高知 | 2:45.4  | 永森大智 | 雑賀正光   | 150万円  |
| 第46回 | 2015年12月31日 | ブランクヴァース   | 牡6  | 高知 | 2:46.0  | 西森将司 | 別府真司   | 150万円  |
| 第47回 | 2016年12月31日 | リワードレブロン   | 牡8  | 高知 | 2:44.0  | 永森大智 | 雑賀正光   | 260万円  |
| 第48回 | 2017年12月31日 | フリビオン         | 牡3  | 高知 | 2:45.1  | 西川敏弘 | 中西達也   | 500万円  |
| 第49回 | 2018年12月31日 | ティアップリバティ | 牝5  | 高知 | 2:43.5  | 宮川実   | 打越勇児   | 500万円  |
| 第50回 | 2019年12月31日 | スペルマロン       | 騸5  | 高知 | 2:39.9  | 倉兼育康 | 別府真司   | 800万円  |
| 第51回 | 2020年12月31日 | スペルマロン       | 騸6  | 高知 | 2:42.4  | 倉兼育康 | 別府真司   | 1200万円 |
| 第52回 | 2021年12月31日 | グリードパルフェ   | 牡5  | 高知 | 2:47.5  | 赤岡修次 | 田中守     | 1600万円 |
| 第53回 | 2022年12月31日 | ガルボマンボ       | 牡3  | 高知 | 2:42.1  | 林謙佑   | 細川忠義   | 2000万円 |
| 第54回 | 2023年12月31日 | ユメノホノオ       | 牡3  | 高知 | 2:43.3  | 吉原寛人 | 田中守     | 2000万円 |
| 第55回 | 2024年12月31日 | ユメノホノオ       | 牡4  | 高知 | 2:49.6  | 吉原寛人 | 田中守     | 2000万円 |

※Rは、コースレコードを示す。

#### 各回競走結果の出典
- 高知県知事賞　歴代優勝馬 - 地方競馬全国協会